# Bags & Trane
Bags & Trane från 1961 är ett jazzalbum med Milt Jackson och John Coltrane. Albumets namn kommer från de två musikanternas smeknamn och är den enda skivan med de två tillsammans.

## Låtlista
Låtarna är skrivna av Milt Jackson om inget annat anges.

### Originalutgåvan
1. Bags & Trane – 7:27
2. Three Little Words (Harry Ruby/Bert Kalmar) – 7:31
3. The Night We Called It a Day (Matt Dennis/Tom Adair) – 4:23
4. Bebop (Dizzy Gillespie) – 8:01
5. The Late Late Blues – 9:36

### Cd-utgåvan från 1988 (med bonusspår)
1. Stairway to the Stars (Matt Melneck/Frank Signorelli/Mitchell Parish) – 3:33
2. The Late Late Blues – 9:36
3. Bags & Trane – 7:27
4. Three Little Words (Harry Ruby/Bert Kalmar) – 7:31
5. The Night We Called It a Day (Matt Dennis/Tom Adair) – 4:23
6. Bebop (Dizzy Gillespie) – 8:01
7. Blues Legacy – 9:05
8. Centerpiece (Harry Edison/Bill Tennyson) – 7:09

## Musiker
- Milt Jackson – vibrafon
- John Coltrane –tenorsax
- Hank Jones – piano
- Paul Chambers – bas
- Connie Kay – trummor